# Barleria opaca
Barleria opaca är en akantusväxtart som först beskrevs av Vahl, och fick sitt nu gällande namn av Christian Gottfried Daniel Nees von Esenbeck. Barleria opaca ingår i släktet Barleria och familjen akantusväxter. Inga underarter finns listade i Catalogue of Life.